# Góra Zamkowa w Chełmie

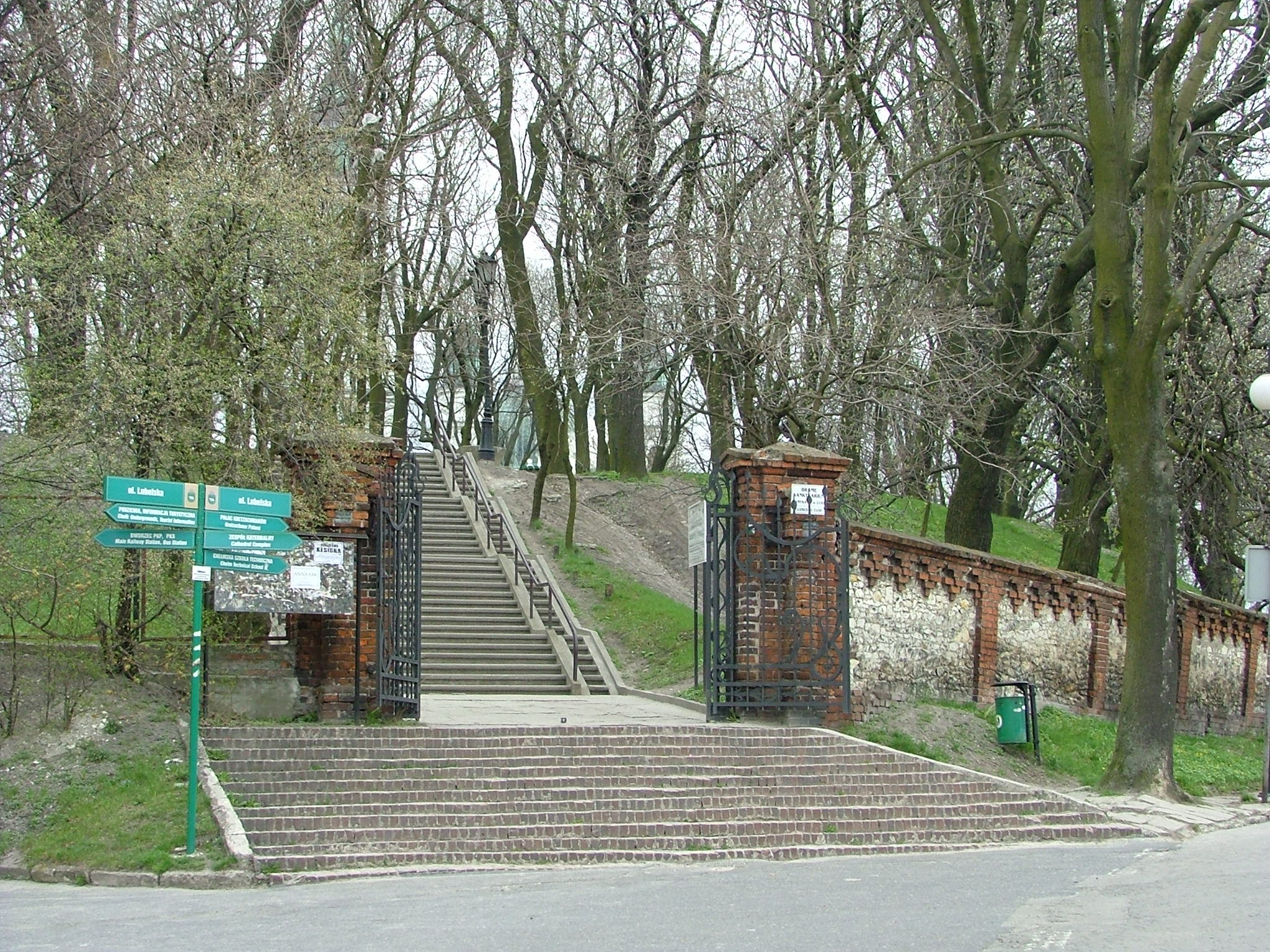
Zachodnia część Góry Zamkowej

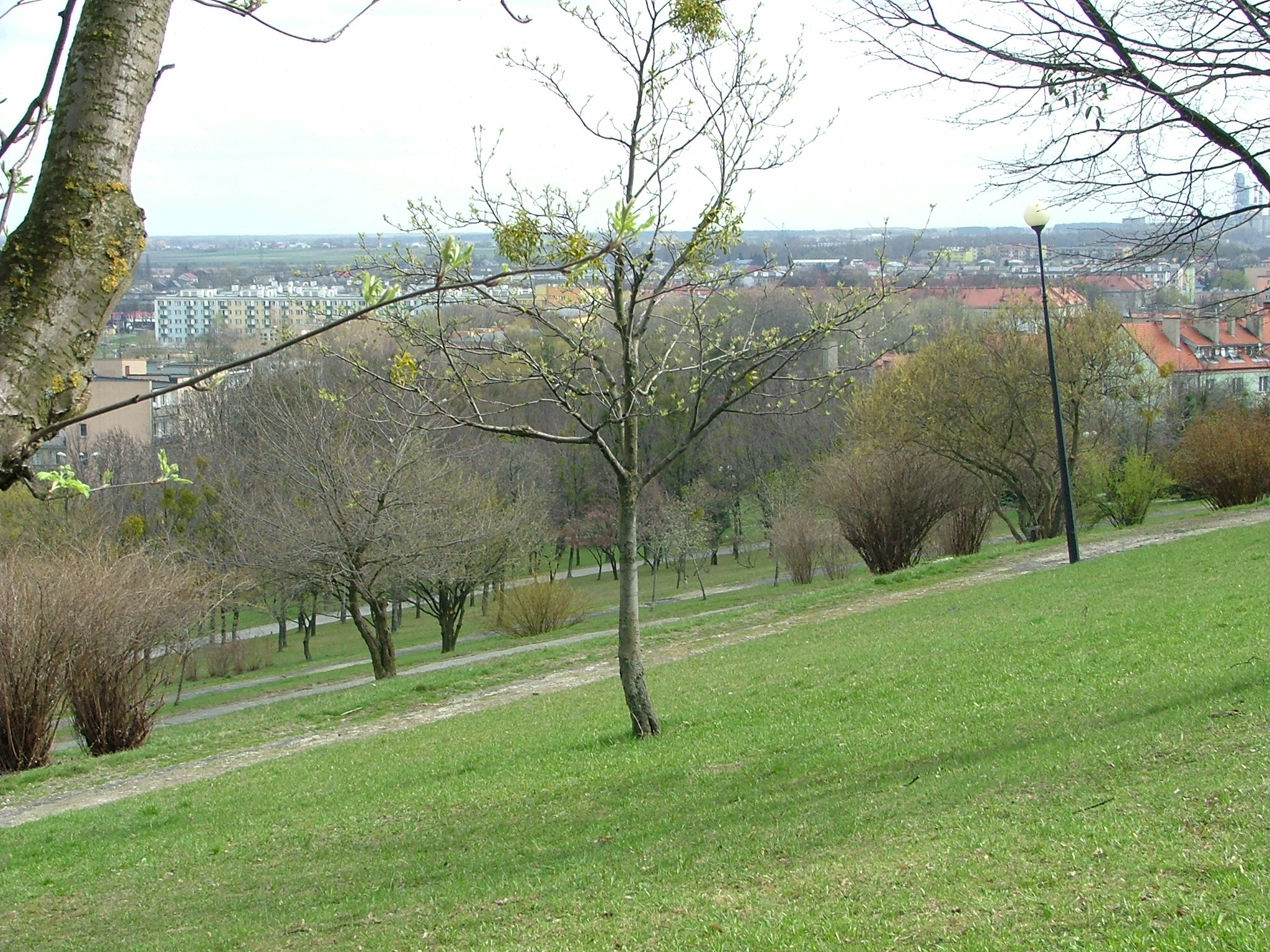
Północno-wschodnia część Góry Zamkowej (Park XXX-lecia)

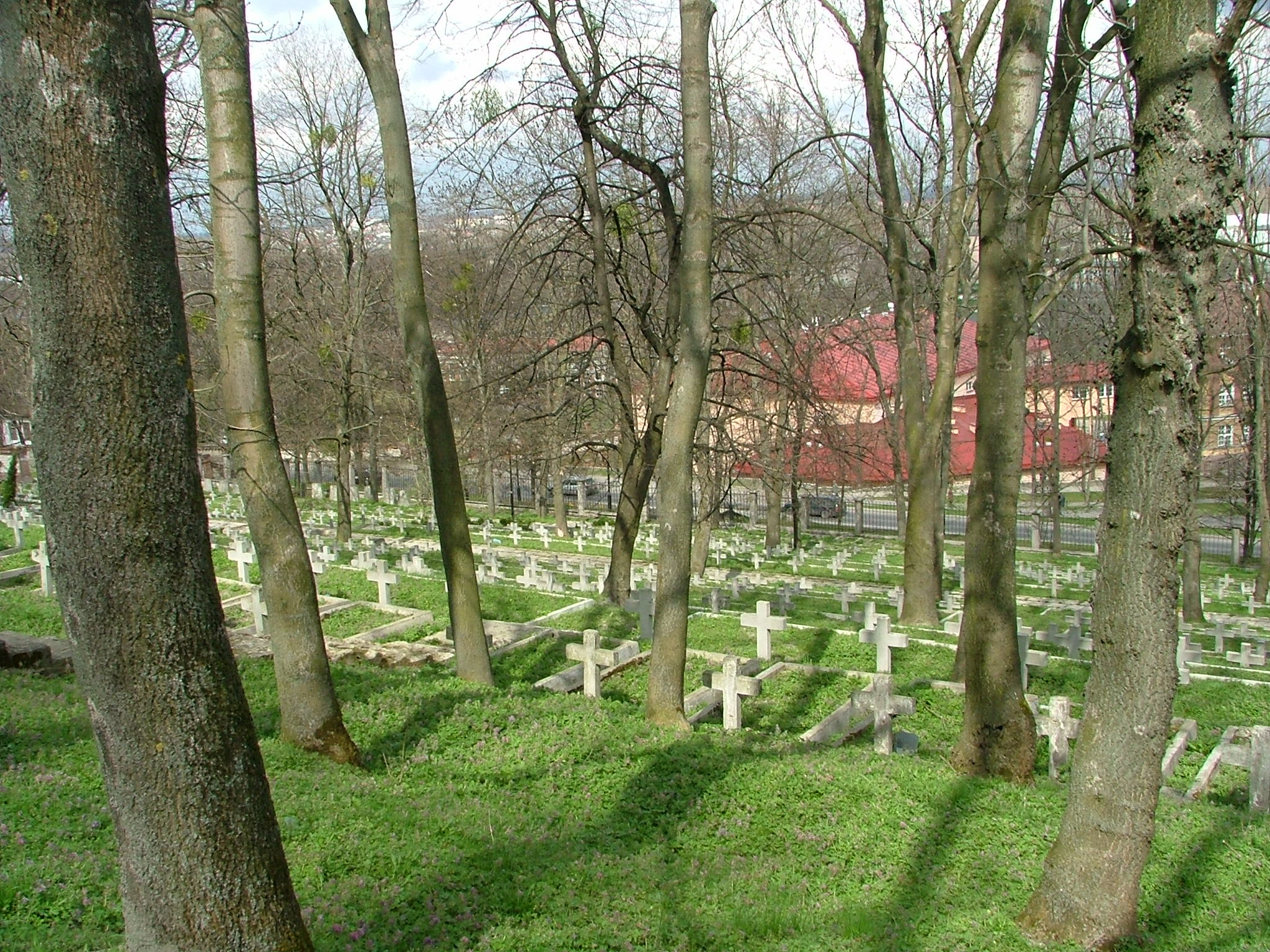
Prawosławny cmentarz wojskowy na północnym stoku Góry Zamkowej

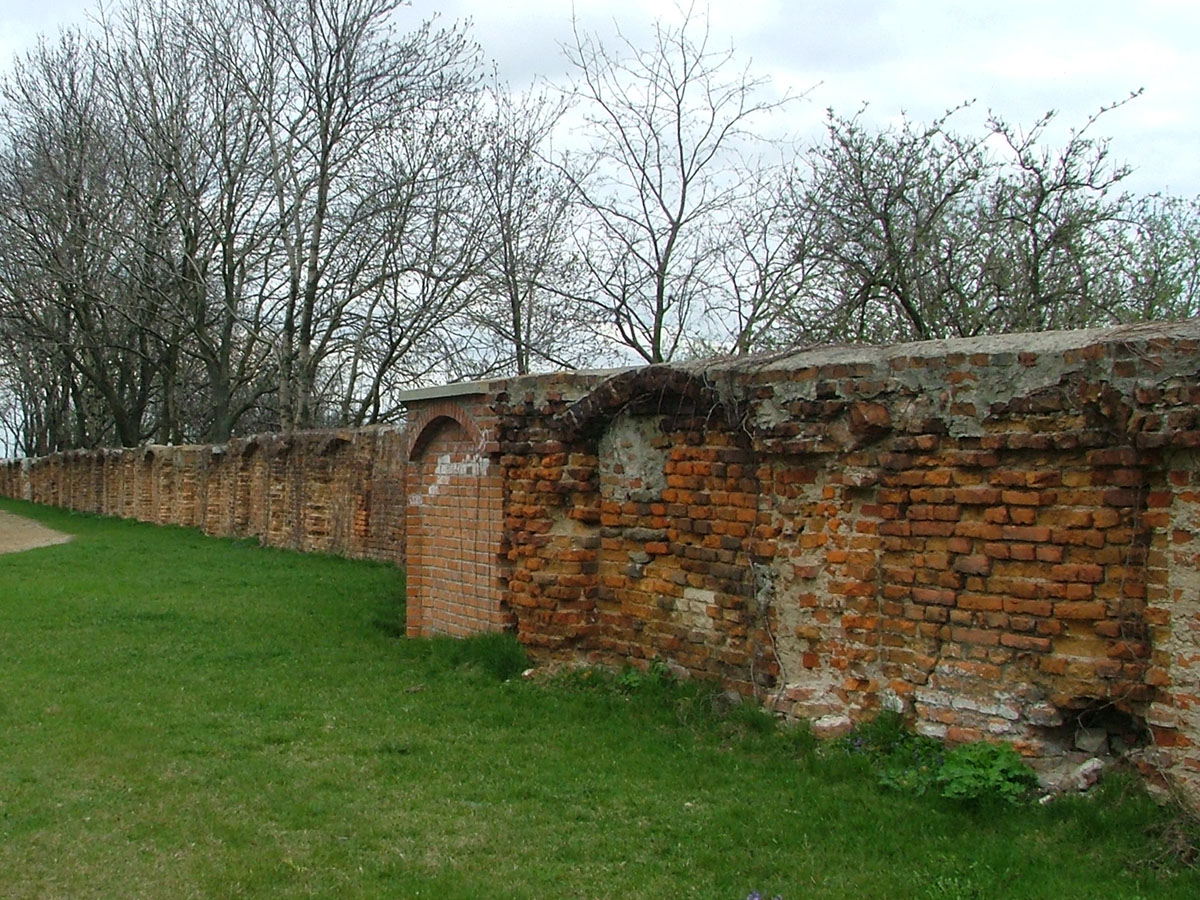
Fragment muru otaczającego zespół pokatedralny

Góra Zamkowa, Górka, Góra Chełmska – wzniesienie kredowe zlokalizowane w centrum Chełma, stanowiące najstarszą część miasta. Góra jest także źródłosłowem nazwy miasta, gdyż w języku staropolskim wyraz chełm oznaczał wzgórze.
Najwyższym punktem Góry Chełmskiej jest tzw. Wysoka Górka, zlokalizowana w północno-zachodniej części wzniesienia. Znajdują się na niej m.in. pozostałości grodu obronnego z X w. oraz zamku książęcego z XIII w., wzniesionego przez Daniela Romanowicza. W XX w. na Wysokiej Górce usypano kopiec, na którego szczycie znajduje się krzyż z wyrzeźbioną w drewnie postacią Chrystusa.
Centralne miejsce Góry Chełmskiej zajmuje zespół pokatedralny, w skład którego wchodzą m.in.:
- Bazylika Narodzenia Najświętszej Maryi Panny;
- Klasztor Bazylianów;
- Pałac Biskupów Greckokatolickich;
- Brama Uściłuska w Chełmie;
- Dzwonnica;
- Ogród Różańcowy;
- Organistówka – budynek powstały na przełomie XIX/XX wieku, zlokalizowany przy wjeździe na teren Bazyliki Narodzenia NMP od strony ul. Lubelskiej. Posiada styl klasycystyczny, z ubogim wystrojem architektonicznym. Pokryty czterospadowym dachem. Podczas II wojny światowej zorganizowano w nim szpital miejski. Obecnie ma tu swoją siedzibę Chełmska Delegatura Wojewódzkiego Konserwatora Zabytków[3];
- Kaplica Świętych i Błogosławionych Polskich[4] (dawna kostnica) – murowany budynek zlokalizowany w południowo-zachodniej części placu katedralnego. Zbudowana została na rzucie kwadratu i pokryta dachem namiotowym[5];
- Kapliczka Pątnicza – murowana budowla typu domkowego pochodząca z końca XIX wieku. Została zbudowana na rzucie kwadratu. Pokryta jest dachem dwuspadowym. Posiada od frontu prześwit, który jest sklepiony łukiem odcinkowym oraz flankowany pilastrami. Znajduje się w niej replika obrazu Matki Boskiej Chełmskiej. Kapliczka zlokalizowana jest w Parku XXX-lecia[6];
- Studnia Dolnego Zamku – pochodząca z ok. XIII wieku studnia zamkowa z kamienną cembrowiną o średnicy 2,7 m i głębokość 60 m. Znajduje się ona na terenie Ogrodu Różańcowego;
- budynek dawnego Bractwa Cerkiewnego;
- budynki gospodarcze.

Zespół pokatedralny jest otoczony przez kamienny mur, posiadający ceglane lub ceglano-kamienne przęsła i gzymsowe filary.
Na północnym stoku góry znajdują się cmentarze: wojenny (powstały w 1915 r.)  i prawosławny (powstały ok. 1867 r., będący miejscem pochówku rosyjskiej elity urzędniczej). Natomiast od strony północno-wschodniej zlokalizowany jest Park XXX-lecia, założony w latach 70. w miejscu Parku Kolejowego zaprojektowanego w dwudziestoleciu międzywojennym.